# Хронологія історії Києва
Нижче наведена хронологія історії міста Києва, Україна.

## До XIII століття
- 882 р.
  - Столиця Київської Русі переїжджає до Києва з Новгорода.
  - Олег Новгородський при владі. [1]
- 968 — Облога Києва.
- 988 — Київ стає християнським містом.
- 996 — освячена Десятинна церква. [2]
- 1017 — пожежа. [3]
- 1018 — Болеслав I втручається у кризу Київської спадщини.
- 1037
  - Побудований Собор Святої Софії. [4]
  - Споруджені Золоті ворота. [5]
- 1051
  - Заснована Київська Печерська Лавра.
  - Іларіон призначений митрополитом єпископом.
- 1052 — побудована церква св. Георгія (приблизна дата). [3]
- 1077 — Видубицький монастир.
- 1089 — освячений Успенський собор. [5]
- 1108
  - Заснований монастир Святого Михайла. [5]
  - Ворота церкви Трійці (Печерська лавра) побудовані.
- 1125 — побудована церква Спаса на Берестове (приблизна дата).
- 1140 — заснований монастир св. Кирила.
- 1169 — Місто звільнене силами Андрія Боголюбського. [5]
- 1171 — Місто звільнене силами Святослава Всеволодовича. [5]

## XII—XVII ст
- 1204 — Місто звільнене силами Рюрика Ростиславича. [5]
- 1240 — Місто облягали сили монгольського хана Бату.[6]
- 1299 — митрополит Єпископ Максим переселяється до Володимира. [5]
- 1320 — влада Гедімінаса, герцога Литви. [3]
- 1362 — Київ стає частиною Великого князівства Литовського.
- 1397 — Псалтир Спірідон.
- 1471 — створено Київське воєводство.
- 1483 — Місто розграбовано силами Менглі I Гірея, хана Криму. [5]
- 1496 — місто облягали татари. [3]
- 1500 — Місто облягали татари. [3]
- 1516 — Магдебурзькі права, надані Сигізмундом I Старим. [5]
- 1569 — Київ стає частиною Польщі. [3]

## XVII—XVIII ст.
- 1619 — вигнані євреї з Києва.[7]
- 1632 — утворився Могилянський колегіум.[8]
- 1667 — Андрусівське перемир'я. Київ тимчасово стає частиною Царства Росії.
- 1686 — Вічний мирний договір 1686 року. Передача стає постійною.
- 1693 — побудований собор Богоявлення. [5]
- 1696 — освячений Миколаївський собор. [5]
- 1701 — утворилася імператорська теологічна академія. [5]
- 1732 — Флорівський монастир.
- 1745 — Збудована Велика Лаврська дзвіниця.
- 1749 — побудований фонтан Самсона.
- 1752 — побудований Маріїнський палац.
- 1754 — побудована Андріївська церква.
- 1756 — побудований Кловський палац.
- 1764 — заснований Київський Арсенал.
- 1782 — Герб Києва перероблений.
- 1797 р. — Ярмарок контрактів переведений до Києва з Дубно. [9]

## XIX століття
- 1810
  - Місто поділяється на 4 адміністративні райони.
  - Каплиця побудована на могилі Аскольда. [5]
- 1811 — Великий пожежа Поділля.
- 1817 — Будинок реконструйований.
- 1833 — створено Байкове кладовище.
- 1834 — Володимирський університет переїхав до Києва з Вільно. [5]
- 1835
  - Формат міської влади замінює Магдебурзьке право. [9]
  - Населення: 29 000 осіб. [1]
- 1837 — Місто розширюється. [9]
- 1838 р. — організований інститут благородних дівчат[10].
- 1839 — створено Ботанічний сад.
- 1840
  - Київ підлягає загальному цивільному праву. [9]
  - Організоване медичне товариство. [9]
- 1843 р. — організована археологічна комісія. [9]
- 1844 — побудований Маріїнський палац.
- 1846 р. — Братство святих Кирила і Мефодія.
- 1849 — побудована церква Святого Олександра. [5]
- 1853 р. — встановлено пам'ятник Володимиру. [5]
- 1855 — збудований Миколаївський ланцюговий міст. [3]
- 1857 — збудована лютеранська церква. [5]
- 1862 — Населення: 70 341 чоловік. [9]
- 1863
  - Заснована філармонія.[джерело?]
  - Лук'янівська в'язниця на замовлення.
- 1864 — заснований Троїцький монастир св.
- 1866 — Відкривається міська публічна бібліотека[11].
- 1869 — організовано суспільство натуралістів. [9]
- 1870
  - Залізнична станція побудована. [4]
  - Збудований залізничний міст Струве.
- 1874 — Населення: 127 251 чоловік.[12]
- 1875 — організовано садівництво. [9]
- 1876
  - Організоване юридичне товариство. [9]
  - Будувалися будівлі Київської міської Думи[13].
- 1877 — Будується мерія. [5]
- 1879
  - Куренівка, Лук'янівка, Шулявка і Соломенка стають частиною Києва. [9]
  - Організоване драматичне суспільство. [9]
- 1881 — Погром проти євреїв[14].
- 1882
  - Збудований Володимирський собор.
  - Будівлю філармонії[15][16].
- 1883 — Будівля обміну. [5]
- 1887 р. — створено Пале Ханенко. [5]
- 1891 р. — Починається робота трамвайної коні.
- 1892 — Відкрито електричні трамваї.
- 1896 — збудований собор Святого Володимира. [4] [5]
- 1897 — Населення : 248 750.
- 1898
  - Синагога Бродського побудована.
  - Заснований Політехнічний інститут та Міський музей антикваріату та мистецтва.
- 1899
  - Відкривається Дарницький вокзал.
  - Створено Національний музей народного декоративного мистецтва.

## XX століття
- 1900 — побудовано Музей мистецтв і археології та муніципальний театр. [5]
- 1901 — Відкривається Київський оперний театр.
- 1902
  - Побудовано Народний палац і синагогу караїмів. [5]
  - Населення: 319 тис. Осіб. [9]
- 1905
  - Жовтень: Погром проти євреїв.
  - 12–16 грудня: Шулявська республіка.
  - Київський фунікулер починає працювати.
- 1906 — Іполит Дьяков стає губернатором міста.
- 1909
  - Відкривається Київський зоопарк.
  - Збудовано Римсько-католицький собор Святого Миколая. [5]
- 1911
  - Побудовано національну бібліотеку.
  - Вересень: Вбивство Петра Столипіна.[17]
- 1912
  - Побудова Бесарабського ринку та музею педагогіки
  - Відкриття спортивного майданчика.
- 1913
  - Заснована Київська консерваторія.
  - Відбулася Всеросійська (Імперська) олімпіада.
  - Чисельність населення: 610 190 осіб.[18]
- 1914
  - Побудова собору Святого Пантелеймона.
- 1917
  - 17 березня: створена Центральна Рада.[19]
  - 17 липня: Полубутьківське повстання.
  - 7 листопада: Київ стає столицею Української Народної Республіки.[6]
  - 8–13 листопада: Київське більшовицьке повстання.
  - Населення: 640 000 чоловік. [1]
- 1918
  - 29 січня-4 лютого: Київський Арсенал Січневе повстання.
  - 1 березня — грудня: німецька окупація. [1][20]
  - Створена Національна бібліотека України.[21]
- 1920 — місто, прийняте Радами, потім польською армією, потім Червоною Армією під час польсько-радянської війни.
- 1922 — Київ стає частиною Радянського Союзу.
- 1923 — відкривається Червоний стадіон Троцького.
- 1924 — в аеропорту Жуляни.[джерело?]
- 1926 — заснований Національний академічний театр російської драми.
- 1927
  - Дарниця, Ланки, Чоколівка і Микільська Слобідка стають частиною Києва.
  - Заснована кіностудія Довженка.
  - Музей Київської фортеці та Київський академічний театр ляльок.
- 1932
  - Місто призначено адміністративним центром Київської області.
  - Збудований Центральний вокзал.
  - Починається Голодомор.
- 1933 — організований Київський авіаційний інститут.
- 1934
  - Столиця Української Радянської Соціалістичної Республіки переїжджає до Києва з Харкова.[6]
  - Стадіон «Динамо» Всеволод Балицький.
  - Заснований Київський національний академічний театр оперети.
  - Починається знесення Михайлівського Золотоверхого монастиря.
- 1935 — Знесення Фонтану Самсона.
- 1936 — заснований Національний ботанічний сад.
- 1941
  - 23 серпня: Починається Київська битва.
  - 19 вересня: Починається окупація силами нацистської Німеччини.[6]
  - 29–30 вересня: вбивство Бабиного Яру.
- 1942 р. — Київський архівний музей активного перехідного періоду.
- 1943
  - Битва за Київ.
  - 6 листопада: місто, захоплене радянською армією ; Німецька окупація закінчується.[6]
- 1945 р. — 4–7 вересня стався антисемітський погром[22] близько 100 євреїв були побиті, з них тридцять шість були госпіталізовані, а п'ять померли від ран.[23]

### 1950-ті— 1990-ті
- 1952 — відкривається Київський планетарій.
- 1953 — збудований міст Патона.
- 1957 р. — побудований пішохідний міст на острові Труханів.
- 1958 — Відкрита виставка досягнень національної економіки Української РСР.
- 1959 р. — розпочинає роботу аеропорт «Київ-Центральний».
- 1960
  - Київський метрополітен починає працювати.
  - Відкривається Палац спорту.
  - Чисельність населення: 846 293 чоловік.[6]
- 1961
  - 13 березня: Куденівське залягання.
  - Був побудований пасажирський термінал Київського річкового порту та готель Москва.
- 1965
  - Збудований Київський міст метрополітену.
  - Населення: 1 332 000 осіб.[24]
- 1967 — заснована Державна бібліотека України для дітей.[21][25]
- 1968 — відкривається Гідропарк.
- 1972 — Феофанія стає парком.
- 1973 — побудована Київська телевежа.
- 1976 — побудований Московський міст.
- 1978 — розпочинає роботу Київський залізничний трамвай.
- 1979
  - Засновано Київський національний академічний театр драми і комедії та Київський академічний молодіжний театр.
  - Населення: 2,248,000.[26]
- 1981
  - Створено Музей Великої Вітчизняної війни ; Статуя батьківщини Матері зведена.
  - Фонтан Самсона перебудований.
- 1982
  - Був побудований Всесоюзний музей Леніна.
  - Золоті ворота перебудовані.
- 1983 — заснований Київський академічний театр українського фольклору.
- 1985
  - Засновано Київський муніципальний академічний театр опери та балету для дітей та юнацтва.
  - Населення: 2 488 000 чоловік.[27]
- 1986 — 26 квітня: Чорнобильська катастрофа.
- 1990
  - Був Південний міст.
  - Жовтень: Студентські антиурядові протести.[28]
- 1991
  - Київ стає столицею незалежної України.
  - Музей Михайла Булгакова відкривається.
- 1992 — організовано Чорнобильський музей.
- 1993 — Починається будівництво Подільсько-Воскресенського моста.
- 1994 — Відкривається меморіальний комплекс у м. Биківня.
- 1996 — Олександр Омельченко стає міським головою.
- 1997 — побудований Троїцький собор.
- 1999 р. — перебудований Михайлівський Золотоверхий монастир.

## XXI століття
- 2000 — починаються протести  «Україна без Кучми».
- 2001
  - Березень 2001 р. УБК (Україна).
  - Переорієнтація.
- 2002 — Відкривається «Оболонь Арена».
- 2003 — Відкривається Державний музей авіації України.
- 2004 — Помаранчева революція.
- 2005 — місто проводить Євробачення.
- 2006
  - Леонід Черновецький стає міським головою.
  - Відкрито PinchukArtCentre та парк «Київ у мініатюрі».
  - Відкрито Будинок футболу.                                                                                                                                                                                     •  2007 відкриття бц Парус

### 2010-ті
- 2010
  - Київська міська електричка починає працювати.
  - Населення: 2,797,553.
- 2011 — Відкрито новий Дарницький міст і Патріарший собор Воскресіння Христового.
- 2012 — ** Чемпіонат Європи з футболу в Польщі та Україні. Фінал у Києві.
  - Липень: Протест проти мовної політики в Україні.[29]
- 2013
  - Травень: Піднімається протест.                             ° Відкрито трц Гулівер
  - 21 листопада: починається протест Євромайдану.
- 2014
  - Бунти на вулиці Грушевського.[30][31]
  - Віталій Кличко стає міським головою.
- 2015 — Населення: 2 890 432 осіб.
- 2017 — 27 червня: кібератаки впливають на деякі київські об'єкти.[32]